# Benedetto Caetani, iuniore
Benedetto Caetani, iuniore (né à Anagni, Italie, et mort le 14 décembre 1297) est un cardinal italien de la fin du XIIIe siècle. Il est un parent du pape Boniface VIII (né Benedetto Caetani). Les autres cardinaux de la famille sont Giacomo Tomassi-Caetani, O.F.M. (1295), Aldobrandino Caetani (1216) et Francesco Caetani (1295).

## Biographie
Benedetto Caetani est chanoine au chapitre d'Anagni. Son parent, le pape Boniface III le crée cardinal lors d'un consistoire entre le  23 janvier et le 13 mai 1295.